# Stefan Wallin
Stefan Erik Wallin (1er juin 1967 à Vaasa) est une personnalité politique finlandaise, membre de la minorité suédophone, membre du Parti populaire suédois (SFP),.

## Biographie
Wallin a effectué ses études à Åbo Akademi, université suédophone de Turku. Il y obtient une maîtrise en sciences sociales. Il travaille ensuite comme reporter au journal Vasabladet de 1989 à 1993, avant de devenir assistant de recherche pour le compte du parti populaire suédois. Il devient ensuite conseiller spécial de différents ministères, officiant successivement aux Transports, aux Affaires européennes, à l'intérieur et à la Défense.
Rédacteur en chef adjoint du journal Åbo Underrättelser entre 2000 et 2005, il devient ensuite secrétaire d'État auprès du ministre de l'Environnement et prend la tête du parti populaire suédophone dès 2006 en remplacement de Jan-Erik Enestam.
Il entre au gouvernement le 29 décembre 2006 en tant que ministre de l'Environnement, chargé également de la coopération nordique. Il change de poste dans le second gouvernement Vanhanen, dans lequel il est depuis le 19 avril 2007 ministre de la Culture et des Sports. Il conserve son poste au sein du gouvernement Kiviniemi. Il est nommé, le 22 juin 2011, ministre de la Défense du gouvernement Katainen.
Le 5 juillet 2012, Carl Haglund, qui l'a remplacé à la présidence du SFP, lui succède au gouvernement.